# Championnats d'Europe de cyclisme sur route 2018
Navigation
Édition précédente Édition suivante
Les championnats d'Europe de cyclisme sur route 2018 ont lieu du 5 au 12 août 2018 à Glasgow, au Royaume-Uni, dans le cadre des championnats sportifs européens 2018, première édition des championnats sportifs européens.
Les championnats d'Europe juniors (moins de 19 ans) et espoirs (moins de 23 ans) ont lieu trois semaines avant, du 12 au 15 juillet, à Brno en République tchèque.

## Présentation
C'est la troisième fois que la République tchèque accueille les championnats d'Europe sur route après 1995 (Trutnov) et 2013 (Olomouc).
734 athlètes de 42 pays participent aux championnats d'Europe juniors et espoirs qui décernent huit titres. Les contre-la-montre ont lieu à Brno et les courses en ligne à Zlín.
Parmi les coureurs espoirs, les favoris sont le Belge Jasper Philipsen et l'Italien Edoardo Affini chez les hommes, les Italiennes Elisa Balsamo et Letizia Paternoster et l'Allemande Lisa Klein chez les femmes. Les détenteurs des titres juniors de l'année précédente, la Néerlandaise Lorena Wiebes et l'Italienne Elena Pirrone, font leurs débuts dans la catégorie espoirs.
Chez les juniors hommes, les favoris sont le Norvégien Søren Wærenskjold, le Tchèque Karel Vacek, l'Italien Andrea Piccolo et le Belge Remco Evenepoel qui domine sa catégorie depuis le début de l'année. Pour les juniors femmes, la Belge Shari Bossuyt et la Néerlandaise Lonneke Uneken sont les plus attendues.

## Programme
Le programme est le suivant :
| Date                                   | Horaire                                | Épreuve                                       | Distance                               |
| Championnats juniors et espoirs à Brno | Championnats juniors et espoirs à Brno | Championnats juniors et espoirs à Brno        | Championnats juniors et espoirs à Brno |
| -------------------------------------- | -------------------------------------- | --------------------------------------------- | -------------------------------------- |
| Jeudi 12 juillet                       | 10 h 0                                 | Femmes juniors - contre-la-montre individuel  | 012,0 km                               |
| Jeudi 12 juillet                       | 13 h 0                                 | Femmes espoirs - contre-la-montre individuel  | 024,0 km                               |
| Vendredi 13 juillet                    | 9 h 0                                  | Hommes juniors - contre-la-montre individuel  | 024,0 km                               |
| Vendredi 13 juillet                    | 13 h 0                                 | Hommes espoirs - contre-la-montre individuel  | 024,0 km                               |
| Samedi 14 juillet                      | 11 h 0                                 | Femmes juniors - course en ligne individuelle | 75,6 km                                |
| Samedi 14 juillet                      | 14 h 30                                | Femmes espoirs - course en ligne individuelle | 108,0 km                               |
| Dimanche 15 juillet                    | 9 h 0                                  | Hommes juniors - course en ligne individuelle | 118,8 km                               |
| Dimanche 15 juillet                    | 13 h 0                                 | Hommes espoirs - course en ligne individuelle | 140,4 km                               |
| Championnats élites de Glasgow         |                                        |                                               |                                        |
| Dimanche 5 août                        | 12 h 30                                | Femmes élites - course en ligne individuelle  | 130 km                                 |
| Mercredi 8 août                        | 8 h 45                                 | Femmes élites - contre-la-montre individuel   | 32 km                                  |
| Mercredi 8 août                        | 12 h 45                                | Hommes élites - contre-la-montre individuel   | 45 km                                  |
| Dimanche 12 août                       | 10 h 30                                | Hommes élites - course en ligne individuelle  | 230 km                                 |

## Podiums

### Hommes
| Compétitions     | Or                 | Argent               | Bronze                |
| Hommes - élites  |                    |                      |                       |
| Course en ligne  | Matteo Trentin     | Mathieu van der Poel | Wout van Aert         |
| Contre-la-montre | Victor Campenaerts | Jonathan Castroviejo | Maximilian Schachmann |
| Hommes - Espoirs |                    |                      |                       |
| Course en ligne  | Marc Hirschi       | Victor Lafay         | Fernando Barceló      |
| Contre-la-montre | Edoardo Affini     | Izidor Penko         | Markus Wildauer       |
| Hommes - Juniors |                    |                      |                       |
| Course en ligne  | Remco Evenepoel    | Alexandre Balmer     | Carlos Rodríguez Cano |
| Contre-la-montre | Remco Evenepoel    | Ilan Van Wilder      | Antonio Tiberi        |

### Femmes
| Compétitions     | Or                | Argent               | Bronze              |
| Femmes - élites  |                   |                      |                     |
| Course en ligne  | Marta Bastianelli | Marianne Vos         | Lisa Brennauer      |
| Contre-la-montre | Eleonora van Dijk | Anna van der Breggen | Trixi Worrack       |
| Femmes - Espoirs |                   |                      |                     |
| Course en ligne  | Nikola Nosková    | Aafke Soet           | Letizia Paternoster |
| Contre-la-montre | Aafke Soet        | Lisa Klein           | Nikola Nosková      |
| Femmes - Juniors |                   |                      |                     |
| Course en ligne  | Aigul Gareeva     | Vittoria Guazzini    | Hannah Ludwig       |
| Contre-la-montre | Vittoria Guazzini | Hannah Ludwig        | Marta Jaskulska     |

## Tableau des médailles
| Rang  | Nation    | Or | Argent | Bronze | Total |
| ----- | --------- | -- | ------ | ------ | ----- |
| 1     | Italie    | 4  | 1      | 2      | 7     |
| 2     | Belgique  | 3  | 1      | 1      | 5     |
| 3     | Pays-Bas  | 2  | 4      | 0      | 6     |
| 4     | Suisse    | 1  | 1      | 0      | 2     |
| 5     | Tchéquie  | 1  | 0      | 1      | 2     |
| 6     | Russie    | 1  | 0      | 0      | 1     |
| 7     | Allemagne | 0  | 2      | 4      | 6     |
| 8     | Espagne   | 0  | 1      | 2      | 3     |
| 9     | France    | 0  | 1      | 0      | 1     |
| 9     | Slovénie  | 0  | 1      | 0      | 1     |
| 11    | Autriche  | 0  | 0      | 1      | 1     |
| 11    | Pologne   | 0  | 0      | 1      | 1     |
| Total | Total     | 12 | 12     | 12     | 36    |